# Павловский, Иосиф
Иосиф (Юзеф) Павловский (пол. Józef Pawłowski, 9 августа 1890, Прошовице, Малопольское воеводство — 9 января 1942, Дахау, Бавария) — блаженный Римско-католической церкви, священник, ректор Высшей духовной семинарии в Кельце (1936—1939), мученик. Входит в число 108 блаженных польских мучеников, беатифицированных римским папой Иоанном Павлом II во время его посещения Варшавы 13 июня 1999 года.

## Биография
В 1906 году поступил в Духовную семинарию в городе Кельцы, Польша. В 1911—1915 годах обучался в Католическом Университете в Инсбруке, Австрия, по окончании которого получил диплом доктора теологии. 13 июля 1913 года был рукоположён в сан священника. В сентябре 1916 года получил должность профессора в Духовной семинарии в городе Кельцы. В 1918 году исполнял обязанности вице-ректора семинарии. В 1926 году стал почётным каноником. Занимался благотворительной деятельностью, оказывая помощь бедным священникам и нуждающимся в лечении, приобретая для них лекарственные средства. В 1936 году принимал участие в деятельности организации «Союз Миссионерского Духовенства». С 1936 по 1939 год был ректором духовной семинарии в Кельце. 16 ноября 1939 года был назначен настоятелем католического прихода в городе Кельцы. Во время немецкой оккупации проводил активную благотворительную и пастырскую работу. С помощью Красного Креста помогал узникам концентрационных лагерей.
10 февраля 1941 года был арестован Гестапо, 15 апреля 1941 года был интернирован в концентрационный лагерь Освенцим, потом переведён в концлагерь Дахау, где погиб 9 января 1942 года. Его концентрационный номер в Освенциме — 13155, в Дахау — 25286.

## Прославление
13 июня 1999 года был беатифицирован римским папой Иоанном Павлом II вместе с другими польскими мучениками Второй мировой войны.
День памяти — 12 июня.